# Holzzementdach
Das sogenannte Holzzementdach wurde 1839 von dem Böttchermeister Karl Samuel Häusler entwickelt und war eine Form des Flachdaches mit Auflageschicht.

## Material und Aufbau
Mit Holzzement ist hier kein aus Zement und Holzspänen bestehender Holzbeton gemeint, sondern eine "zähe, elastische, kautschukartige, bituminöse Masse", die offenbar dem modernen Gussasphalt ähnelt und wohl als Abdichtungsschicht sowie zur Druckverteilung dient.
Standardaufbau:
- 25 bis 35 mm starke gespundete Brettschalung, möglichst eben
- dennoch bestehende Unebenheiten konnten durch eine Sandschicht ausgeglichen werden
- 3 bis 4 Lagen miteinander verleimte Schichten Papier, wohl Ölpapier, Teerpapier oder imprägniertes Kraftpapier
- als Holzzement bezeichneten Estrich aus Steinkohlenteer (oder Pech), Asphalt und Schwefel
- rund 10 cm Kies.

Die obere Sand- oder Kiesauflage schützt die Dichtungsebene vor Witterungseinflüssen und Flugfeuer. Solange die Holzzementschicht eine gute Qualität hatte, konnten Holzzementdächer eine lange Lebensdauer erreichen. In den Wachstumszentren der europäischen Industrialisierung gibt es heute teils noch original erhaltene Holzzementdächer.
Um den Kies zurückzuhalten, wurden an der Traufe Leisten mit Abflussöffnungen montiert.
Nach einiger Zeit siedelten sich auf dem Kies Pionierpflanzen an und das Dach wurde zum Gründach. Teilweise wurde auch bei Errichtung des Daches Humusboden als Substrat aufgetragen. In ländlichen Gebieten wurden Dächer auch direkt mit Grassoden belegt.